# Теофраст
Теофраст (на гръцки: Θεόφραστος, 370 – ок. 285 г. пр.н.е.), роден и живял в Ересос на о-в Лесбос, е ученик на Аристотел в Перипатетическата школа.
На млади години отива в Атина и първоначално учи в училището на Платон. След смъртта на Платон се присъединява към Аристотел. Аристотел завещава на Теофраст трудовете си и го посочва за негов наследник на Лицея. Теофраст е на този пост 36 години и през това време училището процъфтява. Наричат го „бащата на ботаниката“ заради неговите трудове за растенията. След смъртта му атиняните го почитат с публично погребение. Негов наследник като началник на училището е Стратон.
Неговите интереси са много – от биология и физика до етика и метафизика. Двата негови ботанически труда, достигнали до нас – „Historia Plantarum“ и „За растенията“ – имали голямо влияние за науката по време на Ренесанса. Други оцелели негови творби са „Характери“, „За чувствата“, „За камъните“ и фрагменти от „Физика“ и „Метафизика“. Теофраст учи граматика и езици и продължава работата на Аристотел по логиката. Разглежда пространството като подредба на телата, времето като случайно движение и движението като необходимо следствие от всяка дейност. В етиката той разглежда щастието като зависещо от външно влияние и също като добродетел, и казва, че „животът се управлява от щастието, не от мъдростта“.
Съчинението му „Мненията на физиците“ третира схващанията на древните мислители от Талес до Ксенократ. То е най-древната история на философската мисъл в Европа.
Цялата налична биографска информация за него е предоставена от „Животът на философите“ на Диоген Лаерций, написана около 400 години след времето на Теофраст, но „няма вътрешна неправдоподобност в повечето от това, което Диоген описва“. Неговото рождено име е Тиртам, но по-късно става известен с прякора „Теофраст“ („божествен израз“), даден му по преданието от Аристотел заради елегантната му реч.
Според някои източници бащата на Теофраст се казвал Месап, който бил женен за Аргиопа и имал син Церцион, но това не е сигурно.